# 클로버 클럽 칵테일

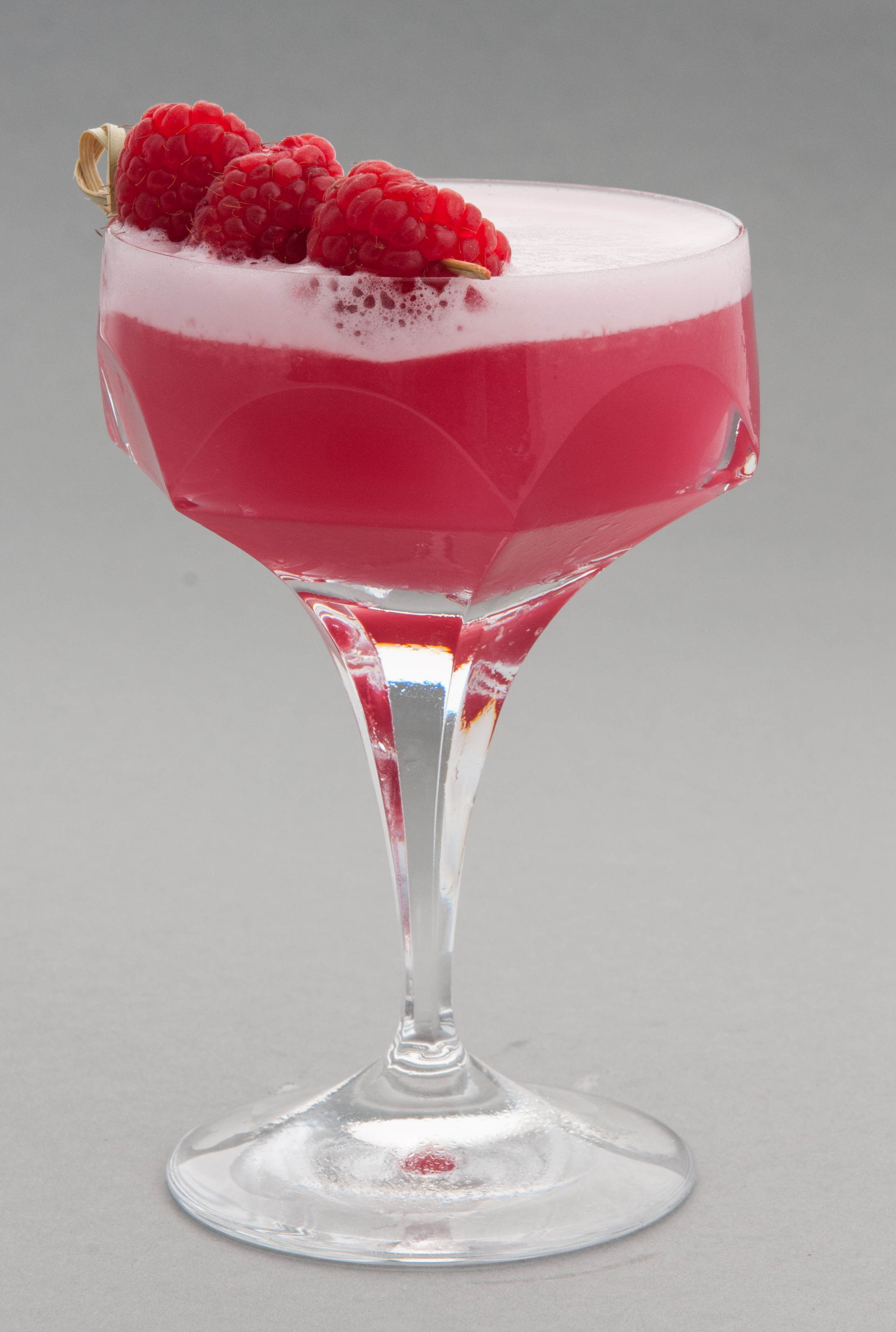

클로버 클럽 칵테일(Clover Club cocktail)은 진 (술), 레몬 주스, 라즈베리 시럽, 달걀 흰자를 섞어 만든 셰이크 칵테일이다. 달걀 흰자는 유화제 역할을 하여 음료의 특징적인 거품 머리를 형성한다.

## 준비 및 변형
음료 위에 거품 머리를 올리는 데 필요한 추가 단계로 인해 음료를 만드는 것이 복잡할 수 있다. 여러 소식통에서는 음료를 "드라이 셰이킹"(얼음 없이 흔드는 것)할 것을 권장하고 있으며, 한 소식통에서는 이 작업을 최소 1분 동안 수행하라고 제안한다. 이 시점에서 셰이커에 얼음을 넣어 음료를 식히고 희석해야 한다. 2014년 12월 기준 브루클린의 클로버 클럽 레스토랑은 진, 드라이 버몬트, 레몬, 라즈베리, 달걀 흰자의 전통적인 조리법을 사용했다.
이 음료에는 여러 가지 변형이 있으며 가장 일반적으로 라즈베리 시럽을 석류 시럽 또는 레드 커런트 시럽으로 대체한다.

## 같이 보기
- 핑크 레이디 (칵테일)